# Annibale Bozzuti
Annibale Bozzuti (ur. 2 albo 3 lutego 1521 w Montecalvo Irpino, zm. 6 października 1565 w Neapolu) – włoski kardynał.

## Życiorys
Urodził się 2 albo 3 lutego 1521 roku w Montecalvo Irpino, jako syn Ludovica Bozzutiego i Lucrezii Guindazzi. Po studiach uzyskał stopień doktora utrpque iure, a następnie został ambasadorem Królestwa Neapolu przy cesarzu, protonotariuszem apostolskim i referendarzem Najwyższego Trybunału Sygnatury Apostolskiej. 15 czerwca 1551 roku został wybrany arcybiskupem Awinionu i pełnił tę funkcję przez jedenaście lat. 12 marca 1565 roku został kreowany kardynałem prezbiterem i otrzymał kościół tytularny San Silvestro in Capite. Zmarł 6 października tego samego roku w Neapolu.